# Blijf In Uw Kot
Blijf in uw Kot was een televisieprogramma van VTM. Het programma begon op 16 maart 2020, bij aanvang van de lockdown omwille van de coronapandemie. Vincent Fierens, een dj van Qmusic, begon samen met Jens Dendoncker om dit programma op televisie om in beeld te brengen hoe de mensen verplicht thuis bleven. Het werd in de ochtend uitgezonden, of was online via VTM GO te zien.
Het programma werd door 1,8 miljoen Vlamingen bekeken. Er waren 25 uitzendingen, en op 17 april 2020 was de laatste. Er werden in het programma 125 vragen gesteld aan viroloog Marc Van Ranst.